# شرکت فرودگاه‌های ویتنام
شرکت فرودگاه‌های ویتنام (انگلیسی: Airports Corporation of Vietnam) شرکت دولتی مدیریت فرودگاه ویتنامی است، که در سال ۲۰۱۲ تأسیس شد.